# Ochodaeus xanthomelas
Ochodaeus xanthomelas is een keversoort uit de familie Ochodaeidae. De wetenschappelijke naam van de soort is voor het eerst geldig gepubliceerd in 1823 door Wiedemann.